# Bilineární forma
Bilineární forma je matematický pojem z oblasti lineární algebry. Je to zobrazení z kartézského součinu dvou vektorových prostorů do tělesa, které je lineární v obou složkách.

## Definice
Nechť {\displaystyle {\mathcal {V}}} je vektorový prostor nad tělesem {\displaystyle T}. Bilineární forma na {\displaystyle {\mathcal {V}}} je každé zobrazení {\displaystyle B:{\mathcal {V}}\times {\mathcal {V}}\to T}, které splňuje následující podmínky, kde {\displaystyle \;u,v,w\in {\mathcal {V}}\;}a {\displaystyle \;\alpha \in T}:
{\displaystyle B(u+v,w)=B(u,w)+B(v,w)\!}
{\displaystyle B(\alpha u,v)=\alpha B(u,v)\!}
{\displaystyle B(u,v+w)=B(u,v)+B(u,w)\!}
{\displaystyle B(u,\alpha v)=\alpha B(u,v)\!}

## Matice bilineární formy a její transformace
Často je výhodné pracovat s bilineární formou jako s maticí. Ta je definována následovně:
Definice: Nechť {\displaystyle {\mathcal {V}}} je n-rozměrný vektorový prostor nad tělesem {\displaystyle T} a {\displaystyle C} báze v něm. Nechť {\displaystyle a,b\in {\mathcal {V}}} jsou vektory a {\displaystyle {\vec {a}},{\vec {b}}\in T^{n}}jejich vyjádření vůči {\displaystyle C}. Nechť {\displaystyle B} je bilineární forma na {\displaystyle {\mathcal {V}}}.
Matice {\displaystyle M} je vyjádřením bilineární formy {\displaystyle B} v bázi {\displaystyle C} pokud splňuje:
{\displaystyle B(a,b)\,=\,{\vec {a}}^{T}M\,{\vec {b}}\quad \forall a,b.}
Z této definice přímo vyplývá i transformační vztah pro matici bilineární formy. Pokud {\displaystyle a=R\,a'} a zároveň má platit {\displaystyle {a'}^{T}M'b'=a^{T}M\,b}, potom:
{\displaystyle a^{T}M\,b\;=\;(R\,a')^{T}M\,(Rb')\;=\;{a'}^{T}(R^{T}M\,R)\,b'\;={a'}^{T}M'b'\quad \implies \quad M'=R^{T}M\,R.}

## Symetrická a antisymetrická bilineární forma
Bilineární forma se nazývá:
- symetrická, platí-li pro všechna u,v {\displaystyle B(u,v)=B(v,u)\!}.
- antisymetrická, platí-li pro všechna u,v {\displaystyle B(u,v)=-B(v,u)\!}.

Je-li charakteristika tělesa T různá od 2, lze každou bilineární formu rozložit na její symetrickou a antisymetrickou část:
{\displaystyle B(u,v)=B^{S}(u,v)+B^{A}(u,v)\!},
kde
{\displaystyle B^{S}(u,v)={\frac {1}{2}}(B(u,v)+B(v,u))\!} je symetrická a
{\displaystyle B^{A}(u,v)={\frac {1}{2}}(B(u,v)-B(v,u))\!} je antisymetrická.

## Seskvilineární forma
Ve vektorových prostorech nad komplexními čísly se v mnoha případech (například jako skalární součin) místo bilineárních forem používají tzv. seskvilineární formy, které jsou v prvním argumentu antilineární a v druhém lineární. Jejich definice se od bilineární formy liší pouze jednou podmínkou. Zatímco pro bilineární formu platilo:
{\displaystyle B(\alpha u,v)=\alpha B(u,v)\!}
pro seskvilineární formu platí:
{\displaystyle B(\alpha u,v)={\bar {\alpha }}B(u,v)\!}
kde {\displaystyle {\bar {\alpha }}} je komplexní sdružení.
Obdobnou úvahou jako v případě bilineární formy můžeme dospět k maticovému zápisu {\displaystyle a^{+}M\,b}a transformačnímu vztahu {\displaystyle R^{+}M\,R}, kde {\displaystyle A^{+}}značí matici hermitovsky sdruženou s {\displaystyle A}.